# Harmonium (banda)
Harmonium fue una banda canadiense francófona de rock progresivo procedente de la ciudad de Montreal. Se formó cuando el vocalista y guitarrista Serge Fiori conoció a Michel Normandeau en 1972. Poco después, el bajista Louis Valois entró en la formación, que pasó a llamarse Harmonium. En noviembre de ese mismo año, tocaron su primer concierto en la radio CHOM-FM, en las que tocaron canciones que pasarían a formar parte del primer álbum del grupo, Harmonium.
Después de algunos conciertos y una gira por los clubes y bares de Quebec, Harmonium decidió grabar su segundo álbum, conocido como Si on avait besoin d'une cinquième saison (aunque en un principio se llamó Les Cinq Saisons). Este trabajo consta de sólo cinco canciones representando cada una de las estaciones del año, mientras que la quinta canción sobrante representa a una estación "nueva".
El tercer disco de la banda, L'Heptade, expone siete estados de conciencia de una persona. 
En 2007, los tres discos de Harmonium fueron incluidos en la lista de Los 100 mejores álbumes canadienses presente en el libro de Bob Mersereau del mismo nombre, siendo la única banda francófona de la lista junto con Jean-Pierre Ferland.

## Discografía
- Harmonium (1974)
- Si on avait besoin d'une cinquième saison (1975)
- L'Heptade (1976)
- Harmonium en tournée (1980)